# Linia kolejowa nr 8

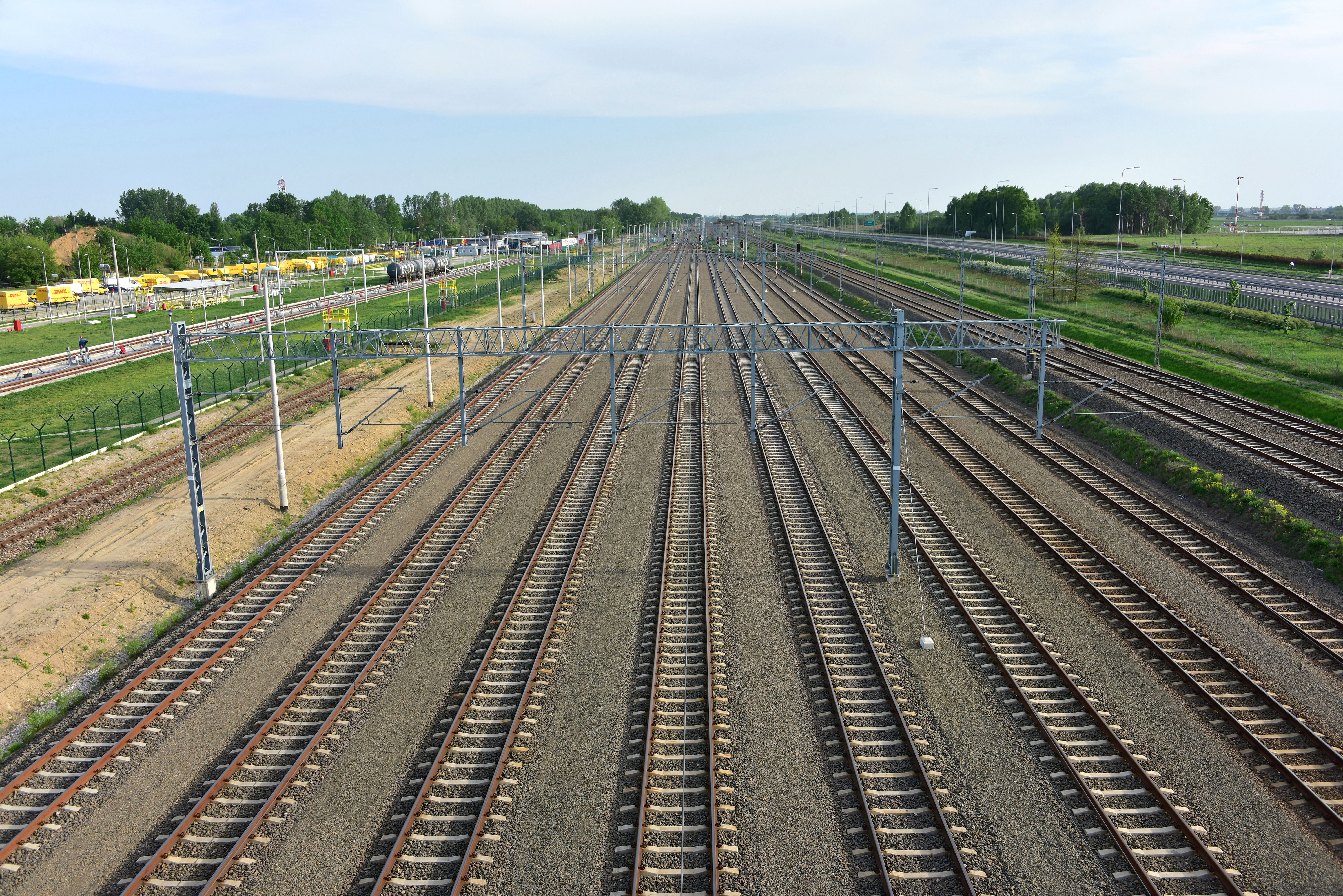
Linia widziana z ul. Poleczki w Warszawie, po prawej widoczna droga ekspresowa S79

Linia kolejowa nr 8 Warszawa Zachodnia – Kraków Główny – zelektryfikowana jedno- i dwutorowa linia kolejowa łącząca Warszawę z Krakowem przez Warkę, Radom, Skarżysko-Kamienną, Kielce, Sędziszów i Kozłów.

## Przebieg
Cała linia od Warszawy Zachodniej do Krakowa Głównego mierzy 317,164 km. Wykorzystywana jest w ruchu pasażerskim i towarowym.
Na całej linii wszystkich stacji i przystanków jest 77. Stacjami i przystankami, na których zatrzymują się pociągi pośpieszne, są Warszawa Zachodnia, Warszawa Służewiec, Piaseczno, Warka, Radom Główny, Skarżysko-Kamienna, Suchedniów, Kielce Główne, Jędrzejów, Sędziszów, Miechów i Kraków Główny. Trasa jest prawie w całości dwutorowa i w pełni zelektryfikowana. Jedynymi odcinkami, gdzie linia jest jednotorowa, są rejony stacji Warszawa Zachodnia oraz Kraków Główny.

## Historia
Odcinek pomiędzy Tunelem a Radomiem stanowi część Kolei Iwanogrodzko-Dąbrowskiej, która powstała w latach 1883–1885. Odcinki łączące Radom z Warszawą oraz Tunel z Krakowem zbudowano w 1934 roku. W związku z budową linii właściciele pobliskich gruntów, w tym w kolonii Michałowizna, podlegli przymusowemu wywłaszczeniu na rzecz Skarbu Państwa.
W latach 60. nastąpiła elektryfikacja linii kolejowej, która odbyła się w następujących etapach:
- 28 maja 1960 Kraków Batowice – Kraków Główny.

- 22 grudnia 1961 Warszawa Zachodnia – Czachówek Południowy. Podjęcie ruchu trakcją elektryczną na tym odcinku nastąpiło 17 stycznia 1962 roku.

- 8 września 1966 Sędziszów – Tunel.

- 29 kwietnia 1967 Kielce – Sędziszów.

- 1 października 1967 Zagnańsk – Kielce.

- 28 grudnia 1967 Radom – Zagnańsk.

- 22 kwietnia 1968 Tunel – Kraków Batowice.

- 21 listopada 1969 Czachówek Południowy – Radom.

W celu zapewnienia lepszego połączenia komunikacyjnego z Lotniskiem Chopina w Warszawie, w listopadzie 2009 r. rozpoczęła się budowa łącznicy na trasie Warszawa Służewiec – Warszawa Lotnisko Chopina o długości 1853 m, z czego większość (1183 m) znalazła się w położonym 5 m pod ziemią tunelu. Linia została oddana do użytku 1 czerwca 2012 roku – według wykazu linii kolejowych łącznicy nadano numer 440. Wykonawcą prac było przedsiębiorstwo Bilfinger Berger.
W latach 2011–2013 odbyła się rewitalizacja odcinka Radom – Skarżysko-Kamienna, a w latach 2014–2016 odcinka Skarżysko-Kamienna – Łączna.
27 lipca 2015 PKP PLK podpisały z przedsiębiorstwem Trakcja PRKiI umowę na modernizację 27 km linii kolejowej (odcinek Warszawa Okęcie – Czachówek Południowy) wraz z przebudową peronów i układu torowego na szlakach i stacjach.
11 maja 2016 PKP PLK podpisało umowę z ZUE na zaprojektowania i wykonanie robót budowlanych w ramach modernizacji linii nr 8 na odcinku Skarżysko-Kamienna – Suchedniów obejmujących obiekty inżynierskie, sieć trakcyjną, urządzenia sterowania ruchem kolejowym oraz stację Skarżysko-Kamienna.
11 kwietnia 2017 podpisano z konsorcjum firm Strabag, ZUE i Budimex umowę na zaprojektowanie i wykonanie robót budowlanych na odcinku Czachówek Południowy – Warka oraz z konsorcjum firm Swietelsky Rail, Track Tec, Infrakol, Leonhard Weiss i Intop na odcinek Warka – Radom.
W sierpniu 2021 roku rozstrzygnięto przetargi na remont peronu nr 2 w Smrokowie oraz remont sieci trakcyjnej na szlaku Miechów - Słomniki, który wygrało PNIUIK Kraków. W styczniu 2023 roku ogłoszono przetarg na remont odcinka Kozłów – Sędziszów, natomiast umowę podpisano w lipcu 2024 roku.
06 lutego 2025 roku rozstrzygnięto przetarg na wykonanie robót budowlanych Lot A Skarżysko Kamienna - Tumlin (bez stacji Tumlin), roboty wykona PNUIK Kraków. 04 kwietnia 2025 otwarto oferty na roboty budowlane na odcinku Tunel - Kraków.
3 marca 2025 roku rozstrzygnięto przetarg na budowę przystanku osobowego Radom Południowy. Roboty wykona Domost Małkinia. 14 marca 2025 rozstrzygnięto przetarg na roboty budowlane na odcinku Sędziszów - Kozłów, roboty wykona konsorcjum PPMT Gdańsk. 3 kwietnia 2025 ogłoszono przetarg na modernizację przystanku osobowego Szczepanowice.

## Infrastruktura

### Posterunki ruchu i punkty ekspedycyjne
Na linii znajduje się 6 różnych punktów eksploatacyjnych, w tym 32 stacje kolejowe i 49 przystanków.
| Rodzaj i nazwa                          | Zdjęcie | Liczba peronów | Liczba krawędzi peronowych | Infrastruktura |
| stacja Warszawa Zachodnia ♿︎            |         | 2              | 4                          | - kasy biletowe - przechowalnia bagażu - WC - bezpłatna sieć WiFi - kiosk - punkt gastronomiczny - parking - informacja dla podróżnych |
| przystanek Warszawa Aleje Jerozolimskie |         | 2              | 3                          | |
| przystanek Warszawa Rakowiec            |         | 2              | 2                          | |
| przystanek Warszawa Żwirki i Wigury     |         | 2              | 2                          | |
| przystanek Warszawa Służewiec           |         | 1              | 2                          | |
| stacja Warszawa Okęcie                  |         | 1              | 2                          | |
| przystanek Warszawa Dawidy              |         | 2              | 2                          | |
| przystanek Warszawa Jeziorki            |         | 2              | 2                          | |
| przystanek Nowa Iwiczna                 |         | 2              | 2                          | |
| stacja Piaseczno                        |         | 2              | 2                          | |
| przystanek Zalesie Górne                |         | 2              | 2                          | |
| przystanek Ustanówek                    |         | 2              | 2                          | |
| przystanek Czachówek Górny              |         | 2              | 2                          | |
| stacja Czachówek Południowy             |         | 2              | 4                          | |
| przystanek Sułkowice                    |         | 1              | 2                          | |
| stacja Chynów                           |         | 2              | 3                          | |
| przystanek Krężel                       |         | 2              | 2                          | |
| przystanek Michalczew                   |         | 2              | 2                          | |
| przystanek Gośniewice                   |         | 2              | 2                          | |
| stacja Warka                            |         | 2              | 3                          | |
| przystanek Warka Miasto                 |         | 2              | 2                          | |
| przystanek Grabów nad Pilicą            |         | 2              | 2                          | |
| przystanek Strzyżyna                    |         | 2              | 2                          | |
| stacja Dobieszyn                        |         | 3              | 5                          | |
| przystanek Kruszyna                     |         | 2              | 2                          | |
| przystanek Wola Bierwiecka              |         | 2              | 2                          | |
| stacja Bartodzieje                      |         | 2              | 3                          | |
| przystanek Lesiów                       |         | 2              | 2                          | |
| przystanek Radom Stara Wola             |         | 2              | 2                          | |
| przystanek Radom Północny               |         | 1              | 2                          | |
| przystanek Radom Gołębiów               |         | 1              | 2                          | |
| stacja Radom Główny                     |         | 3              |                            | - kasy biletowe - przechowalnia bagażu - WC - bezpłatna sieć WiFi - kiosk - punkt gastronomiczny - parking - informacja dla podróżnych |
| przystanek Radom Południowy             |         | 2              | 2                          | |
| stacja Rożki                            |         | 2              | 3                          | |
| przystanek Dąbrówka Zabłotnia           |         | 2              | 2                          | |
| przystanek Ruda Wielka                  |         | 2              | 2                          | |
| przystanek Wola Lipieniecka             |         | 2              | 2                          | |
| stacja Jastrząb                         |         | 2              | 3                          | |
| przystanek Gąsawy Plebańskie            |         | 2              | 2                          | |
| stacja Szydłowiec                       |         | 2              | 3                          | |
| przystanek Lipowe Pole                  |         | 2              | 2                          | |
| stacja Skarżysko-Kamienna               |         | 4              | 6                          | - parking - WC - przechowalnia bagażu - informacja dla podróżnych - kasy biletowe                                                      |
| przystanek Skarżysko Zachodnie          |         | 2              | 2                          | |
| przystanek Suchedniów Północny          |         | 2              | 2                          | |
| stacja Suchedniów                       |         | 2              | 2                          | - parking |
| przystanek Berezów                      |         | 2              | 2                          | |
| stacja Łączna                           |         | 2              | 3                          | |
| stacja Zagnańsk                         |         | 2              | 3                          | |
| przystanek Tumlin                       |         | 2              | 2                          | |
| przystanek Kostomłoty                   |         | 2              | 3                          | |
| przystanek Kielce Piaski                |         | 2              | 2                          | |
| stacja Kielce Główne                    |         | 3              | 6                          | - kasy biletowe - bezpłatna sieć WiFi - WC - kiosk - parking - informacja dla podróżnych                                               |
| stacja Kielce Białogon                  |         | 2              | 3                          | |
| przystanek Kielce Słowik                |         | 2              | 2                          | |
| stacja Sitkówka Nowiny                  |         | 2              | 4                          | |
| przystanek Radkowice                    |         | 2              | 2                          | |
| stacja Wolica                           |         | 1              | 2                          | |
| stacka Sobków                           |         | 2              | 2                          | |
| stacja Miąsowa                          |         | 2              | 2                          | |
| stacja Jędrzejów                        |         | 1              | 2                          | |
| przystanek Potok                        |         | 2              | 2                          | |
| przystanek Krzcięcice                   |         | 2              | 2                          | |
| stacja Sędziszów                        |         | 2              | 4                          | - kasy biletowe - WC - bezpłatna sieć WiFi - punkt gastronomiczny - parking - informacja dla podróżnych                                |
| przystanek Klimontów                    |         | 2              | 2                          | |
| stacja Kozłów                           |         | 3              | 6                          | |
| stacja Tunel                            |         | 1              | 2                          | |
| przystanek Pstroszyce                   |         | 2              | 2                          | |
| stacja Miechów                          |         | 2              | 3                          | - bezpłatna sieć WiFi - WC - kiosk - parking - informacja dla podróżnych                                                               |
| przystanek Kamieńczyce                  |         | 2              | 2                          | |
| przystanek Szczepanowice                |         | 2              | 2                          | |
| przystanek Smroków                      |         | 2              | 2                          | |
| stacja Słomniki                         |         | 2              | 3                          | |
| przystanek Słomniki Miasto              |         | 2              | 2                          | |
| stacja Niedźwiedź                       |         | 1              | 2                          | |
| przystanek Goszcza                      |         | 1              | 2                          | |
| przystanek Łuczyce                      |         | 2              | 3                          | |
| przystanek Baranówka                    |         | 1              | 2                          | |
| stacja Zastów                           |         | 2              | 3                          | |
| przystanek Zesławice                    |         | 2              | 2                          | |
| stacja Kraków Piastów                   |         |                |                            | |
| stacja Kraków Batowice                  |         | 2              | 3                          | |
| stacja Kraków Główny ♿︎                 |         | 5              | 10                         | - przejście pod torami - kasy biletowe - biletomaty - parking - sieć Wi-Fi - punkt gastronomiczny - kiosk - informacja dla podróżnych  |

## Maksymalne prędkości
Według stanu z 09.04.2025 obowiązują następujące prędkości maksymalne dla pociągów:
| Prędkość                                          | Prędkość               | Prędkość            | Kilometraż | Kilometraż | Prędkość            | Prędkość               | Prędkość            |
| tor 1                                             | tor 1                  | tor 1               | od         | do         | tor 2               | tor 2                  | tor 2               |
| składy wagonowe                                   | autobusy szynowe i EZT | pociągi towarowe    | od         | do         | składy wagonowe     | autobusy szynowe i EZT | pociągi towarowe    |
| ------------------------------------------------- | ---------------------- | ------------------- | ---------- | ---------- | ------------------- | ---------------------- | ------------------- |
| odcinek jednotorowy                               | odcinek jednotorowy    | odcinek jednotorowy | 2,482      | 2,500      | 100                 | 100                    | 60                  |
| 100                                               | 100                    | 60                  | 2,500      | 2,758      | 60                  | 60                     | 60                  |
| 100                                               | 100                    | 60                  | 2,758      | 3,458      | 80                  | 80                     | 60                  |
| 80                                                | 80                     | 60                  | 3,458      | 4,995      | 80                  | 80                     | 60                  |
| 80                                                | 80                     | 60                  | 4,995      | 5,066      | 60                  | 60                     | 60                  |
| 60                                                | 60                     | 60                  | 5,066      | 5,600      | 60                  | 60                     | 60                  |
| 80                                                | 80                     | 60                  | 5,600      | 6,700      | 60                  | 60                     | 60                  |
| 80                                                | 80                     | 60                  | 6,700      | 11,800     | 80                  | 80                     | 60                  |
| 160                                               | 160                    | 100                 | 11,800     | 56,744     | 160                 | 160                    | 100                 |
| 120                                               | 120                    | 80                  | 56,700     | 58,450     | 120                 | 120                    | 80                  |
| 160                                               | 160                    | 80                  | 58,450     | 98,403     | 160                 | 160                    | 80                  |
| 130                                               | 130                    | 80                  | 98,403     | 99,612     | 130                 | 130                    | 80                  |
| 100                                               | 100                    | 80                  | 99,612     | 100,850    | 100                 | 100                    | 80                  |
| 100                                               | 100                    | 100                 | 100,850    | 104,250    | 100                 | 100                    | 100                 |
| 100                                               | 100                    | 80                  | 104,250    | 105,778    | 100                 | 100                    | 80                  |
| 100                                               | 100                    | 80                  | 105,778    | 105,780    | 120                 | 120                    | 80                  |
| 110                                               | 110                    | 80                  | 105,780    | 109,330    | 120                 | 120                    | 80                  |
| 120                                               | 120                    | 80                  | 109,330    | 113,848    | 120                 | 120                    | 80                  |
| 110                                               | 110                    | 80                  | 113,848    | 113,858    | 120                 | 120                    | 80                  |
| 110                                               | 110                    | 80                  | 113,858    | 114,290    | 110                 | 110                    | 80                  |
| 110                                               | 110                    | 80                  | 114,290    | 114,298    | 120                 | 120                    | 80                  |
| 120                                               | 120                    | 80                  | 114,298    | 125,756    | 120                 | 120                    | 80                  |
| 110                                               | 110                    | 80                  | 125,756    | 127,271    | 120                 | 120                    | 80                  |
| 110                                               | 110                    | 80                  | 127,271    | 132,867    | 110                 | 110                    | 80                  |
| 100                                               | 100                    | 80                  | 132,867    | 132,875    | 110                 | 110                    | 80                  |
| 100                                               | 100                    | 80                  | 132,875    | 133,384    | 100                 | 100                    | 80                  |
| 100                                               | 100                    | 80                  | 133,384    | 133,388    | 120                 | 120                    | 80                  |
| 120                                               | 120                    | 90                  | 133,388    | 142,200    | 120                 | 120                    | 80                  |
| 100                                               | 100                    | 90                  | 142,200    | 147,300    | 100                 | 100                    | 80                  |
| 100                                               | 100                    | 80                  | 147,300    | 152,700    | 100                 | 100                    | 80                  |
| 90                                                | 90                     | 80                  | 152,700    | 157,073    | 90                  | 90                     | 80                  |
| 100                                               | 100                    | 80                  | 157,073    | 159,605    | 90                  | 90                     | 80                  |
| 90                                                | 90                     | 80                  | 159,605    | 188,400    | 90                  | 90                     | 80                  |
| 100                                               | 100                    | 80                  | 188,400    | 222,500    | 100                 | 100                    | 80                  |
| 120                                               | 120                    | 80                  | 222,500    | 230,800    | 120                 | 120                    | 80                  |
| 100                                               | 100                    | 80                  | 230,800    | 242,700    | 100                 | 100                    | 80                  |
| 110                                               | 110                    | 80                  | 242,700    | 249,900    | 110                 | 110                    | 80                  |
| 100                                               | 100                    | 80                  | 249,900    | 252,800    | 100                 | 100                    | 80                  |
| 120                                               | 120                    | 80                  | 252,800    | 259,100    | 120                 | 120                    | 80                  |
| 100                                               | 100                    | 80                  | 259,100    | 261,000    | 120                 | 120                    | 80                  |
| 100                                               | 100                    | 80                  | 261,000    | 262,098    | 100                 | 100                    | 80                  |
| 120                                               | 120                    | 80                  | 262,098    | 263,550    | 120                 | 120                    | 80                  |
| 110                                               | 110                    | 80                  | 263,550    | 267,287    | 110                 | 110                    | 80                  |
| 100                                               | 100                    | 80                  | 267,287    | 268,498    | 110                 | 110                    | 80                  |
| 110                                               | 110                    | 80                  | 268,498    | 318,430    | 110                 | 110                    | 80                  |
| 110                                               | 110                    | 80                  | 318,430    | 318,450    | 60                  | 60                     | 60                  |
| 70                                                | 70                     | 70                  | 318,450    | 319,185    | 60                  | 60                     | 60                  |
| 60                                                | 60                     | 60                  | 319,185    | 319,710    | 60                  | 60                     | 60                  |
| 60                                                | 60                     | 60                  | 319,710    | 319,810    | odcinek jednotorowy | odcinek jednotorowy    | odcinek jednotorowy |
| nie zawiera ograniczeń z Wykazu Ostrzeżeń Stałych |                        |                     |            |            |                     |                        |                     |